# Iustin Dżanelidze
Iustin Iwlianowicz Dżanelidze (ros. Иустин Ивлианович Джанелидзе, gruz. იუსტი ივლიანე ჯანელიძე; ur. 20 lipca?/1 sierpnia 1883 we wsi Samtredia, zm. 14 stycznia 1950 w Leningradzie) – radziecki chirurg i wojskowy.

## Życiorys
Urodził się w gruzińskiej rodzinie chłopskiej. W 1903 ukończył gimnazjum klasyczne w Kutaisi, później studiował na Wydziale Medycznym Uniwersytetu Charkowskiego, z którego w 1905 został wydalony za udział w rozruchach studenckich. Później studiował medycynę na Uniwersytecie Genewskim, gdzie uzyskał dyplom. Po powrocie do Rosji w 1910 zdał eksternistycznie egzamin i otrzymał dyplom lekarza na Uniwersytecie Moskiewskim, a w 1911 zdał egzamin w Wojskowej Akademii Medycznej na doktora medycyny. Następnie pracował w Petersburskim Żeńskim Instytucie Medycznym w dziale chirurgii szpitalnej.
Po wybuchu I wojny światowej w 1914 został powołany do rosyjskiej armii, pracował jako lekarz wojskowego pociągu sanitarnego, w 1918 został zdemobilizowany i potem wrócił do Piotrogrodu, gdzie pracował w dziale chirurgii ogólnej Piotrogrodzkiego Instytutu Medycznego. Od 1927 do 1943 kierował działem chirurgii ogólnej Leningradzkiego Instytutu Medycznego, w listopadzie 1939 został powołany do Armii Czerwonej na stanowisko głównego chirurga Marynarki Wojennej. Odegrał dużą rolę w organizowaniu leczenia rannych w wojnie z Finlandią i później w wojnie z Niemcami.
Od 1942 do 1945 kierował kliniką Marynarki Wojennej i jednocześnie 1943-1945 był szefem działu chirurgii szpitalnej Wojskowo-Morskiej Akademii Medycznej ewakuowanej do miasta Kirow. W 1944 został akademikiem dopiero co założonej Akademii Nauk Medycznych ZSRR, a w 1946 zastępcą głównego chirurga Sił Zbrojnych ZSRR i prezesem Zarządu Wszechzwiązkowego Stowarzyszenia Chirurgów (po śmierci Burdenki).
12 maja 1943 otrzymał stopień generała porucznika służby medycznej. Był osobą bezpartyjną.

## Odznaczenia i nagrody
- Medal Sierp i Młot Bohatera Pracy Socjalistycznej (6 marca 1945)
- Order Lenina (dwukrotnie, 17 kwietnia 1940 i 6 marca 1945)
- Order Czerwonego Sztandaru (3 kwietnia 1942)
- Nagroda Stalinowska (1949)

I inne.